# Engrain
Triticum monococcum subsp. monococcum
Ne doit pas être confondu avec Épeautre (Triticum aestivum subsp. spelta).
Sous-espèce
Statut de conservation UICN

 LC  : Préoccupation mineure
Triticum monococcum subsp. monococcum, l'engrain ou « petit épeautre », est une sous-espèce  de plantes monocotylédones de la famille des Poaceae (graminées), sous-famille des Pooideae, originaire du Croissant fertile. C'est, avant l'orge et l'amidonnier, la première céréale domestiquée par l'homme, vers – 8 000, au Proche-Orient.
C'est une céréale à grains vêtus (à balles adhérentes), une espèce différente de l'épeautre et de l'amidonnier. L'engrain diffère aussi d'autres espèces de Triticum rustiques comme le blé khorasan (Kamut) et le blé de Pologne.
Son grain a une faible teneur en gluten (environ 7 %), est panifiable et développe beaucoup d'arômes. Ce gluten comporte des protéines assez bien équilibrées en acides aminés essentiels, à la différence des sélections variétales récentes dites “modernes” de blé ainsi que d'épeautre. Bien qu'ayant un prix moyen de vente au détail plus élevé au kilogramme en raison d'un rendement moindre, l'engrain est proportionnellement plus nutritif que ces derniers. Corrélativement sa valeur technologique est considérée comme faible : il est peu adapté aux méthodes boulangères modernes et à l'industrie.
Du point de vue diététique, l'engrain peut donc être considéré comme plus intéressant que le blé et l'épeautre. Et, comme pour la plupart des produits lucratifs, cette affirmation est parfois mise en doute du fait de la survalorisation marketing par l'industrie des aliments diététiques (grains anciens).
Comme l'épeautre, l'engrain doit être décortiqué avant consommation. Le décorticage, relativement difficile, doit être soigné pour que le grain ne perde pas ses qualités.
Une espèce sauvage très proche, Triticum urartu, a probablement constitué le principal parent des blés que nous connaissons aujourd'hui.

## Origine

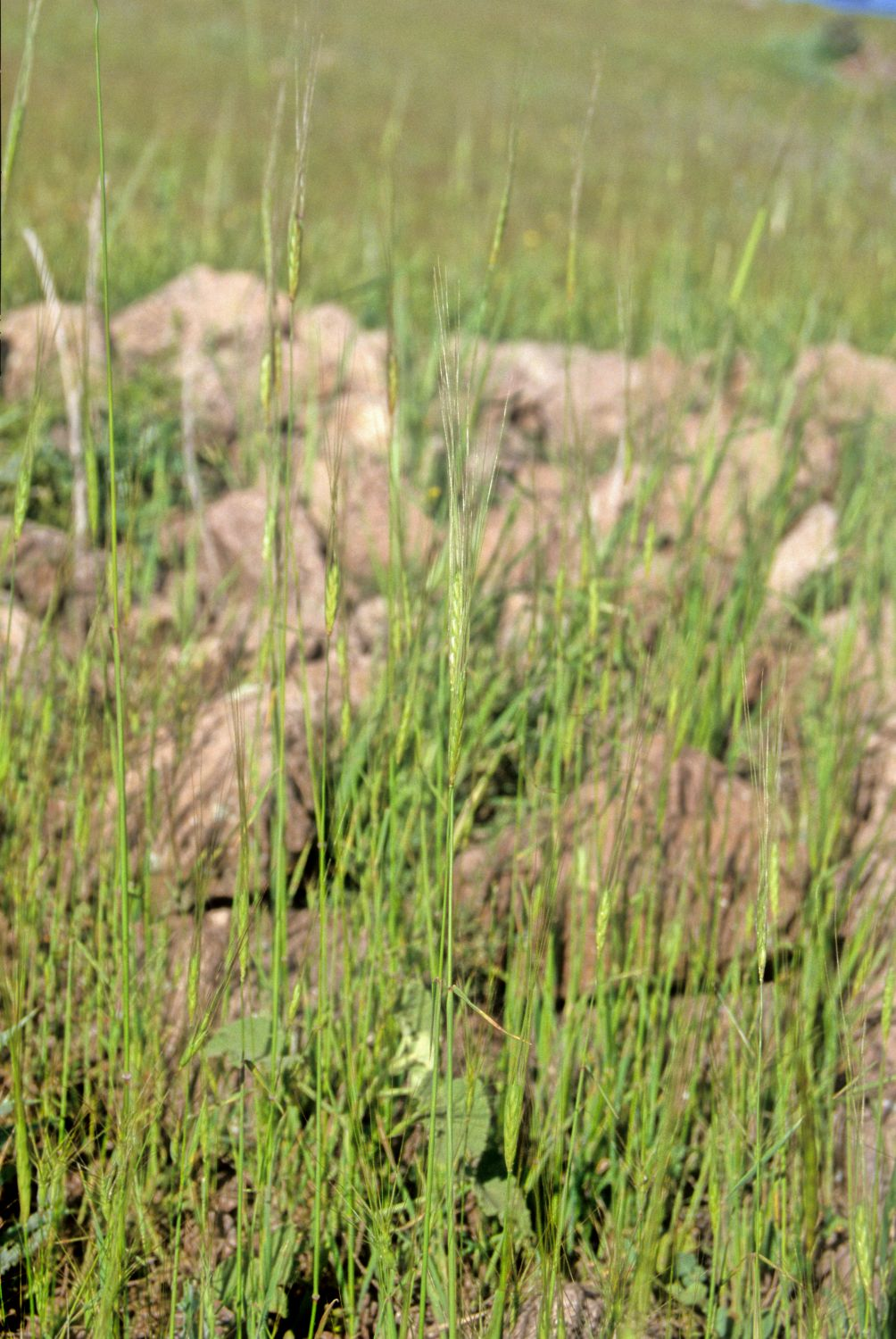
Engrain sauvage (T. monococcum subsp. boeoticum (Boiss.)), montagnes du Karaca dag, Turquie, 2006.

Cette espèce est originaire d'Asie Mineure (Anatolie, Mésopotamie) où elle existe à l'état sauvage (triticum boeoticum). Elle était déjà cultivée environ 8 000 ans avant l’ère commune. La principale différence entre l'engrain sauvage et l'engrain domestique consiste dans le fait qu'à maturité les grains des variétés domestiques ne se détachent pas spontanément de la plante. C'est un inconvénient du point de vue de la survie de la plante, car les grains pourrissent dans leurs enveloppes, mais un avantage pour le paysan qui n'a pas alors à les ramasser à terre mais coupe les épis pour les battre. Le repérage de cette mutation est l'un des premiers actes de domestication (cela est prouvé par le fait que l'espèce domestique ne peut survivre à long terme sans intervention humaine) des plantes par l'homme et a permis le démarrage de l'agriculture céréalière. Une autre modification tient dans l'augmentation de taille des grains. Des profils génétiques réalisés sur des grains provenant du Sud-Est de la Turquie, région où de nombreux villages agricoles datant du néolithique précéramique ont été découverts, appuient l'hypothèse d'une origine dans cette région (montagnes du  Karaca dağ).
L'engrain était adapté à des climats plus froids que l'amidonnier et sa culture a régressé dans les zones méditerranéennes dès l'Antiquité au profit de l'amidonnier puis du blé dur.
Sa culture était répandue en Europe tempérée, mais elle a fortement régressé depuis le début du XXe siècle bien qu'elle suscite aujourd'hui un regain d'intérêt.

## Description

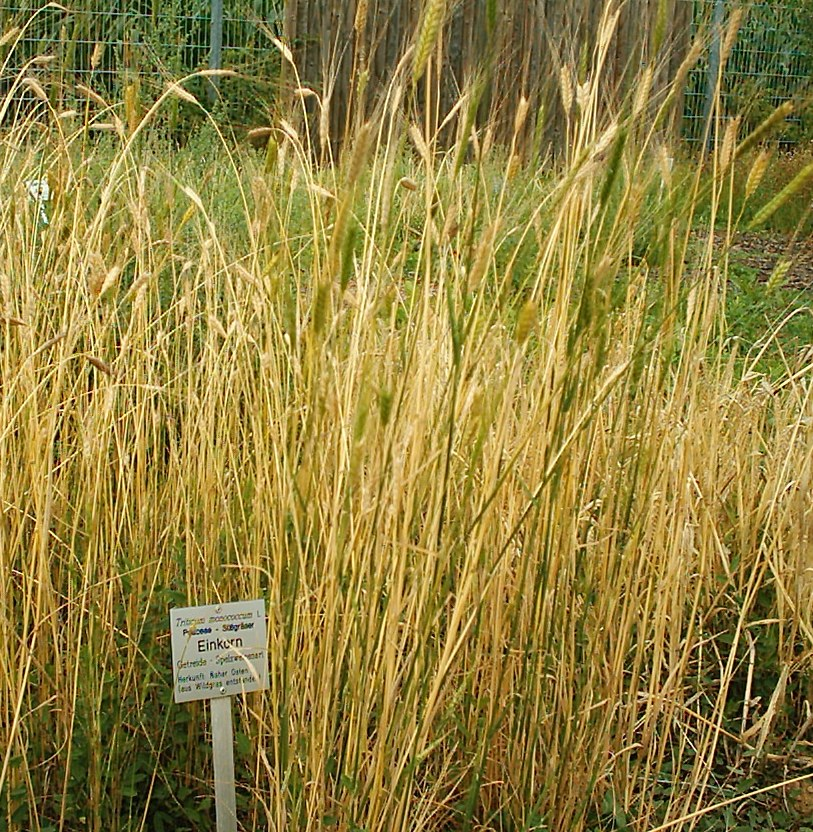
Aspect général.

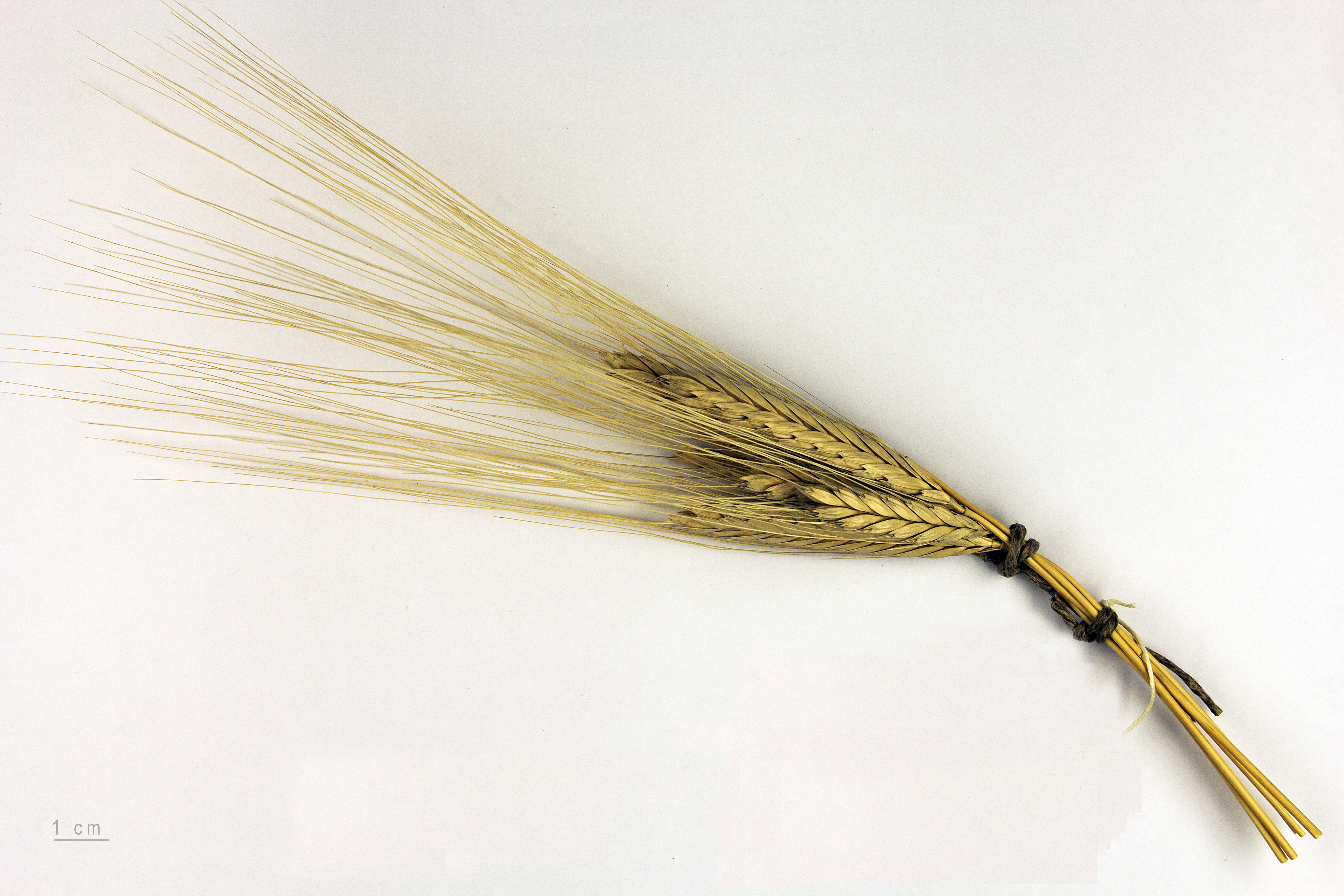
Triticum monococcum - Muséum de Toulouse.

L'engrain cultivé est une plante de taille moyenne pouvant atteindre 80 à 150 cm. Les épillets contiennent généralement un seul grain d'où le nom français d'engrain pour « un grain », et allemand d'Einkorn.

## Culture
C'est une céréale à faible rendement, adaptée aux sols pauvres et arides. En conditions très difficiles, son rendement peut cependant être supérieur à celui d'un blé tendre. Son cycle de végétation est très long (11 mois). La nécessité de le décortiquer réduit encore le rendement net puisque le taux de balle dans le grain est proche de 40 %.
Céréale très peu modifiée depuis son origine car elle est très fortement autogame et n'a pas été l'objet des grands programmes de sélection moderne, c'est désormais une culture relique bien qu'elle fasse l'objet d'un regain d'intérêt en bio et chez les paysans-boulangers.

### Itinéraire cultural
La culture précédant le petit épeautre de Haute-Provence en France ne doit pas être une céréale à paille, cependant dans d'autres régions, on le sème couramment en seconde paille, étant donné sa résistance aux maladies. On utilise généralement comme semences les épillets non décortiqués à la dose d'environ 130 à 180 kg/ha mises en terre à l'automne avant les autres céréales. Les semences peuvent être éventuellement  ébarbées pour éviter le bourrage du semoir et traitées (cuivre) contre la carie. L'engrain talle beaucoup (environ 10 talles).
En agriculture biologique, les agriculteurs, paysans-boulangers et meuniers préfèrent utiliser des variétés-populations anciennes d'obtention antérieure à la seconde guerre mondiale qui n'ont pas été sélectionnées pour la ténacité de leur gluten. Ces semences sont souvent multipliées par les agriculteurs eux-mêmes (semences paysannes).

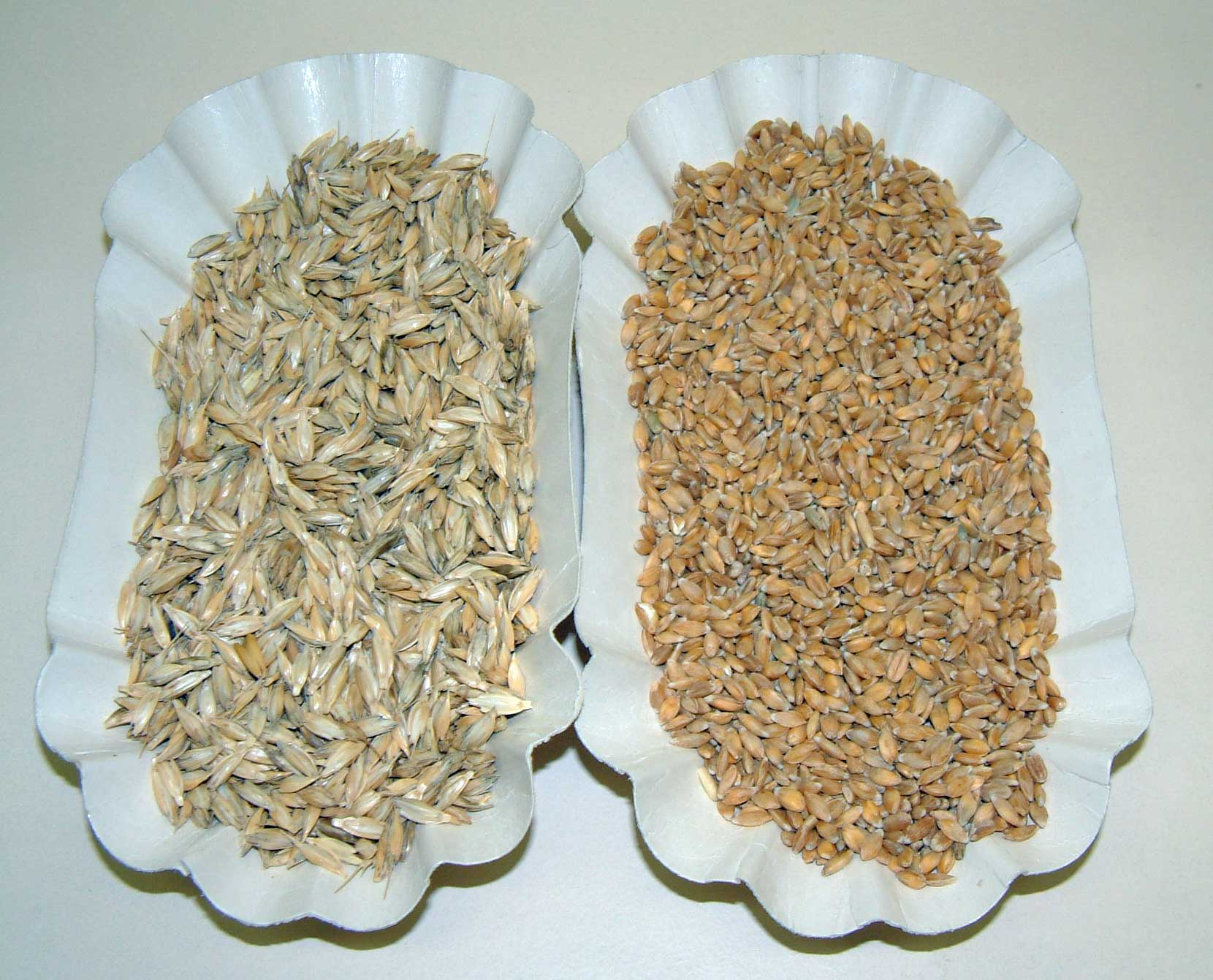
Différence entre épillets bruts, à gauche, et grain décortiqué, à droite.

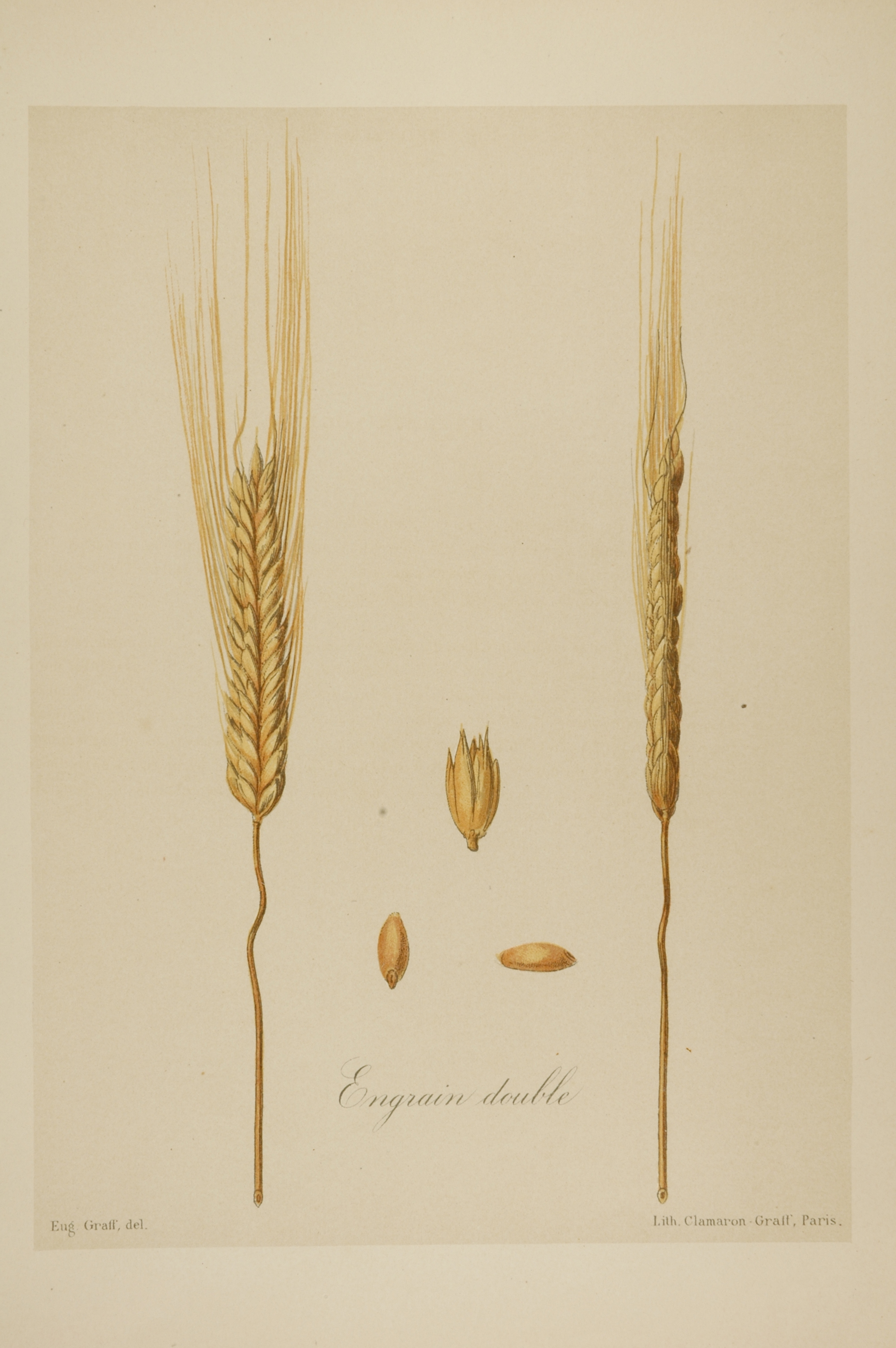
Planche Engrain double de Vilmorin, 1909.

Résistant aux maladies et ravageurs, l'engrain ne nécessite pas de traitements et n'est généralement pas fertilisé. Il est également relativement tolérant aux adventices bien qu'il soit lent à s'installer. Le désherbage reste cependant un point délicat en agriculture biologique, on utilise les techniques suivantes : faux semis avant semis, étrillages en début de végétation, binages si le semis a été réalisé en lignes espacées de 25 cm, fauchage des adventices au tallage (technique convenant bien à l'engrain).

### Rendement et conservation
Les rendements oscillent entre 10 et 40 quintaux/ha en épillets bruts selon la variété et les conditions de culture. Le stockage en épillets ne nécessite pas de ventilation et est facile ; le produit est peu dense et nécessite un volume important. Le rendement net après décorticage (40 % de perte) est d'environ 10 quintaux,. Après décorticage le grain devient plus fragile et est de préférence conservé en chambre froide.

### Renouveau de la culture
La culture de l'engrain connaît un renouveau aujourd'hui en Wallonie, dans l'Aveyron, dans l'Aube, en Haute Provence où elle a été redécouverte par les consommateurs dans les années 1990, et où elle est souvent cultivée en agriculture biologique. Elle y côtoie les champs de lavande et de diverses légumineuses (pois chiches, lentilles) avec lesquelles elle peut être mise en rotation.
En Provence, son développement  apporte une diversification aux exploitations lavandicoles mises en difficulté par le dépérissement. La culture biologique de l'engrain suscite un intérêt croissant dans le Sud de la France, en particulier dans les régions Provence-Alpes-Côte d'Azur et Occitanie.

#### Petit Épeautre de Haute-Provence
En Haute-Provence, la culture du petit épeautre a été relancée dans les années 1990 par un groupe de producteurs qui ont créé en 1997 le Syndicat du Petit Épeautre de Haute-Provence, pour faire face aux pratiques déloyales de certains distributeurs d’épeautres qui, soit font passer le grand épeautre pour du petit épeautre, soit importent de provenances diverses des petits épeautres qui n'ont pas la même qualité.
Cette démarche s'est traduite par la mise en place d'une IGP « Petit Épeautre de Haute Provence » qui définit une zone géographique de 235 communes sur les départements de la Drôme, des Alpes-de-Haute-Provence, des Hautes-Alpes et du Vaucluse à plus de 400 mètres d'altitude et édicte des règles garantes de la plus haute qualité, notamment une rotation des cultures autorisant l'implantation du petit épeautre une fois au maximum tous les trois ans.

## Utilisation

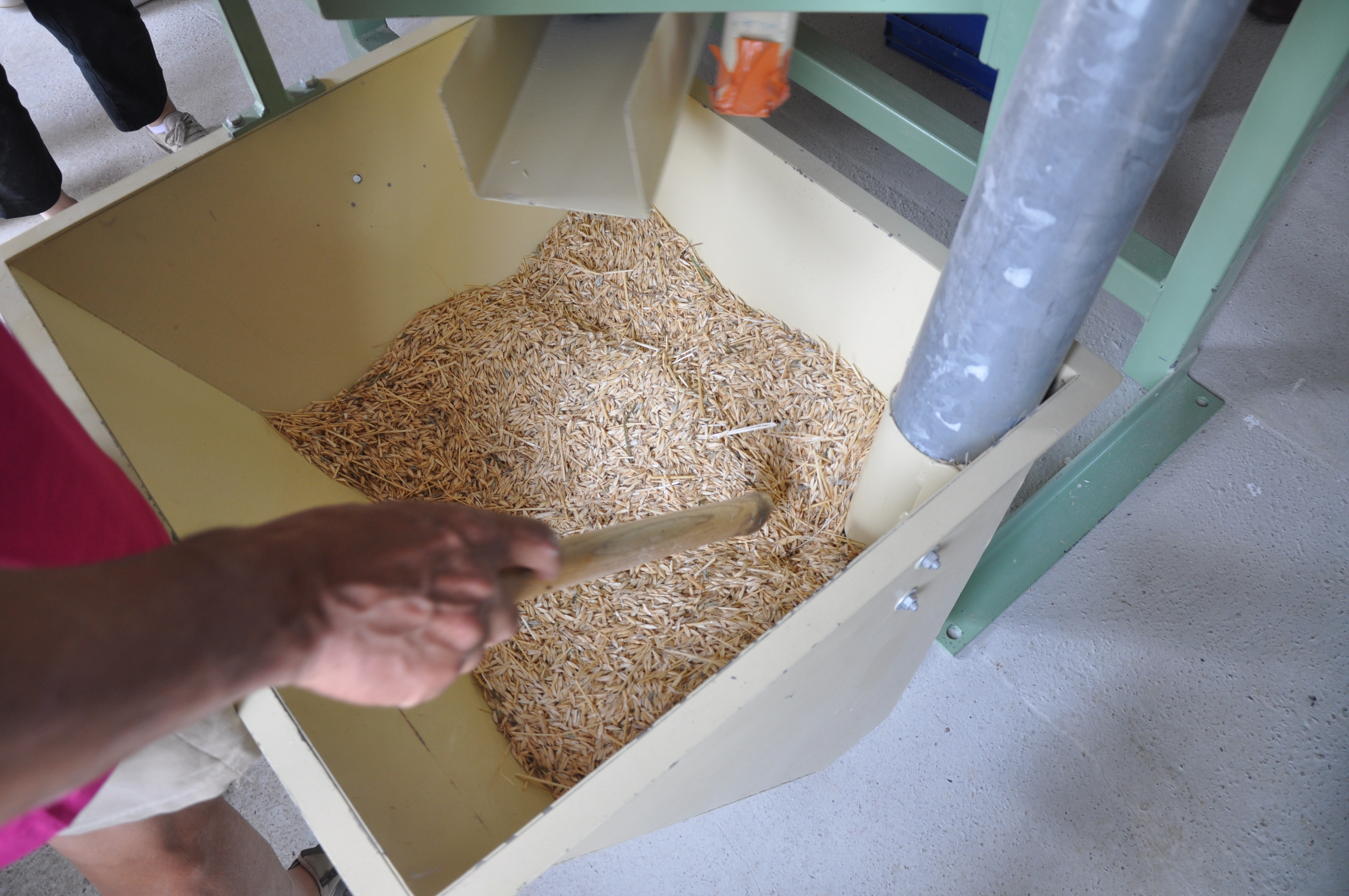
Petit épeautre des Alpes provençales.

### Alimentation humaine
Le grain de petit épeautre est tendre. Il se cuisine comme du riz et accompagne salades, légumes, ou viandes.
Riche en lipides (3,5 g pour 100 grammes), protides (12,9 g pour 100 grammes) et glucides (72,7 g pour 100 grammes), l'engrain est très nutritif. De plus sa forte teneur en fibres en fait une céréale complète pouvant être intégrée à une alimentation saine.
Il se distingue par une teneur en gluten de 7 %, inférieure à celle du froment, sa teneur totale en protides est voisine de celle du froment (11 à 15 % ) ; il est déconseillé en cas de maladie cœliaque et de sensibilité au gluten, car s'il semble qu'il puisse être mieux toléré, la gliadine qu'il contient reste toxique pour les personnes atteintes de maladie cœliaque.
En cuisine, il peut remplacer riz, pâtes ou d'autres types de blé. Enfin l'engrain, grâce à sa facilité de préparation, enrichit les salades, ainsi que les mets à base de légumes ou de viandes. La farine d'engrain, elle, généralement dite de « petit épeautre » entre plus généralement dans la fabrication du pain, des gâteaux et des pâtes.
Étant difficilement panifiable du fait de sa teneur réduite en gluten, la pâte à pain de petit épeautre doit être beaucoup moins travaillée qu'une pâte à pain à base de blé tendre car le réseau de gluten que l'on crée au moment du pétrissage est très fragile.
En Allemagne et en Suisse, on s'en sert pour fabriquer un type de bière, l’Emmerbier, dont la recette s'apparente à celles des anciens Égyptiens ou Mésopotamiens.

### Alimentation animale
Étant donné sa forte valorisation en alimentation humaine, l'engrain ne sert généralement pas à nourrir les animaux bien que ce soit techniquement possible. S'il est destiné à des ruminants, le décorticage n'est pas nécessaire.
L'engrain est encore cultivé en Espagne pour l'alimentation du bétail (fourrage).

### Balles
Les balles sont récupérées lors du décorticage.